# Julia Sanerová
Julia Sanerová (* 19. února 1992, Bern, Švýcarsko) je švýcarská topmodelka a vítězka Elite Model Look 2009.

## Kariéra
V 17 letech zvítězila v mezinárodní soutěži Elite Model Look v čínské San-je.